# ファースト・オン・ステージ
ファースト・オン・ステージは、プロレス団体、プロレス興行、格闘技興行を運営している会社。

## 概略
主にプロレスリングZERO1（旧：プロレスリングZERO1-MAX）の運営を行っていた。プロレスリング・ノアとの共催でディファカップを開催していた。ノアにグローバル・レスリング連盟のプランを持ち込んだのもファースト・オン・ステージである。
2006年8月、キングスロードを吸収合併。
9月、ビッグマウス・ラウドを事実上の傘下に収める（正式には別会社）。
10月、ZERO1-MAXとプロレスリングSUNの若手選手による興行「プロレスリングZERO-SUN」を運営。
以前はハッスルの小、中規模大会の主催と大規模大会をドリームステージエンターテインメントと共催で開催していたが2007年4月、新たな運営会社として設立されたハッスルエンターテインメントに運営を移管しており運営補佐という形で携わっている。
2011年、ハッスルMAN'Sワールドを事実上の傘下に収める。
2009年1月、ZERO1-MAXが団体名をプロレスリングZERO1に改称。
2012年8月26日、横浜文化体育館で開催した「横浜大花火」にも関与して以降は大花火シリーズ、それを2015年にリニューアルした超花火プロレスも運営している。
上記の大会以外にも単発の興行を主催あるいは協力することもある。
2016年10月1日、ZERO1の運営をドリームオンステージに移行。中村祥之以外の所属選手とスタッフは同社に移籍。一方で残った中村はミャンマーの国技とも言われる格闘技「ラウェイ」のプロモーターライセンスを取得して日本を中心にラウェイの興行を展開していくことになった。それと並行して元紙のプロレス編集長の山口日昇らが手がける女子総合格闘技イベント「SEI☆ZA」にも関わっている。

## ファースト・オン・ステージが関わった主な興行
プロレスリングZERO1、CHICK FIGHTS SUN、ハッスル、超花火プロレスを除く。
- 全日本女子プロレス最終興行
- プロレス・エキスポ
- ブシロードレスリング
- HappyHour!!
- ブル中野引退興行
- 横浜大花火

## 歴代役員
- 代表取締役社長 : 中村祥之
- 取締役社長 : 大谷晋二郎
- 副社長 : 丸山昭一
- 副社長 : 笹崎勝己

## 芝アスレチックコミッション
かつて芝商店街にあったファースト・オン・ステージの広報活動拠点。地域密着を掲げて芝公園でチャリティー興行を開催したことのあるプロレスリングZERO1に芝商店街が空き店舗を無償に近い形で提供していた。
2007年7月8日、オープン記念として1日限りのグッズ販売を行った。以降は記者会見場として使われているが普段は閉まっている。
2010年、ファースト・オン・ステージが海岸へ移転したため閉鎖。